# Podanak
Podanak ili rizom je podzemna, mesnata stabljika neograničenog rasta, koja nalikuje korijenu. Podanak raste gotovo vodoravno pod zemljom i na njemu se razvijaju kratki članci i bezbojni ljuskavi listovi. Na vrhu podanka je pup iz kojega se svake godine razvija nadzemna stabljika. Podancima se vegetativno razmnožavaju višegodišnje zeljaste biljke iz skupine geofita, kao što su npr. perunika (Iris), šumarica (Anemone), petrov križ (Paris), đurđica (Convallaria majalis) i dr. Podanak koji vrlo brzo raste ima korovna vrsta puzava pirika  (Elymus repens; sin. Agropyron repens).
Morfološki, podanak može biti:  
- dug i tanak
- kratak i zadebljao
- vrlo dug i zadebljao